# 龙塘镇 (盐源县)
龙塘镇，原为下海乡，是中华人民共和国四川省凉山彝族自治州盐源县下辖的一个乡镇级行政单位。2020年6月，撤销下海乡，设立龙塘镇和兴隆镇，以原下海乡上海村、龙泉村、下海村、沙坝村、清水村、二道沟村、龚家沟村、龙塘村、滑泥村、马场村、十五股村所属行政区域为龙塘镇的行政区域，以原下海乡兴隆社区、焦桐社区、龙洞湾社区、果场社区、金竹林社区、青苹果社区、百果园社区、索玛花社区、安康社区、语录塔社区所属行政区域为兴隆镇的行政区域，将原下海乡柳树湾村所属行政区域划归梅雨镇管辖。

## 行政区划
龙塘镇下辖以下地区：
上海村、龙泉村、沙坝村、清水河村、下海村、二道沟村、龚家沟村和果场生活区。